# Alban Bushi
Alban Bushi   (Tirana, 20 d'agost de 1973) és un exfutbolista albanès de la dècada de 2000 i entrenador.
Fou 67 cops internacional amb la selecció albanesa.
Pel que fa a clubs, defensà els colors de Tirana, Litex Lovech, Adanaspor o İstanbulspor.